# Moravia Steel

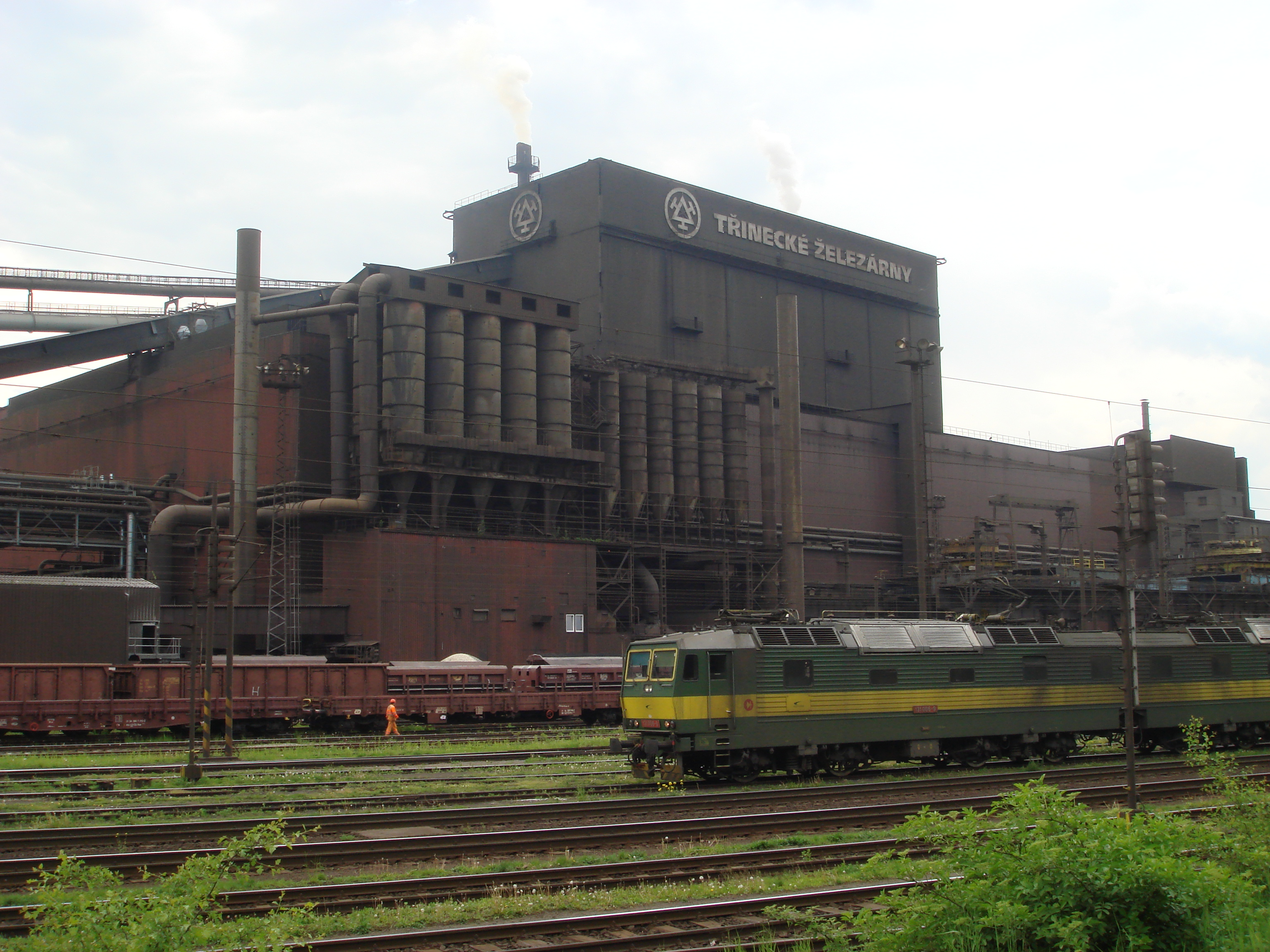

Das Unternehmen Moravia Steel a.s. mit Sitz in Třinec ist ein tschechischer Stahlproduzent in Schlesien. Es bildet gemeinsam mit Třinecké Železárny eine Firmengruppe. Ende 2020 arbeiteten 13.800 Mitarbeiter bei Moravia Steel. Im gleichen Jahr verkaufte der Konzern Waren im Wert von 47 Milliarden Tschechische Kronen.
Der größte Einzelaktionär des börsennotierten Unternehmens (ISIN CZ0009001863) ist die slowakische Minerfin a.s. Moravia Steel wird geleitet von Tomáš Chrenek.
Anfang der 2010er Jahre wurde Moravia Steel als Teil des Kartells Schienenfreunde auch der deutschen Öffentlichkeit bekannt.
Das Tochterunternehmen Moravia Steel Deutschland GmbH mit Sitz in Kürten unterstützt die Verkaufstätigkeit von Stahlprodukten der Třinecké Železárny / Moravia Steel.